# Bandbremse

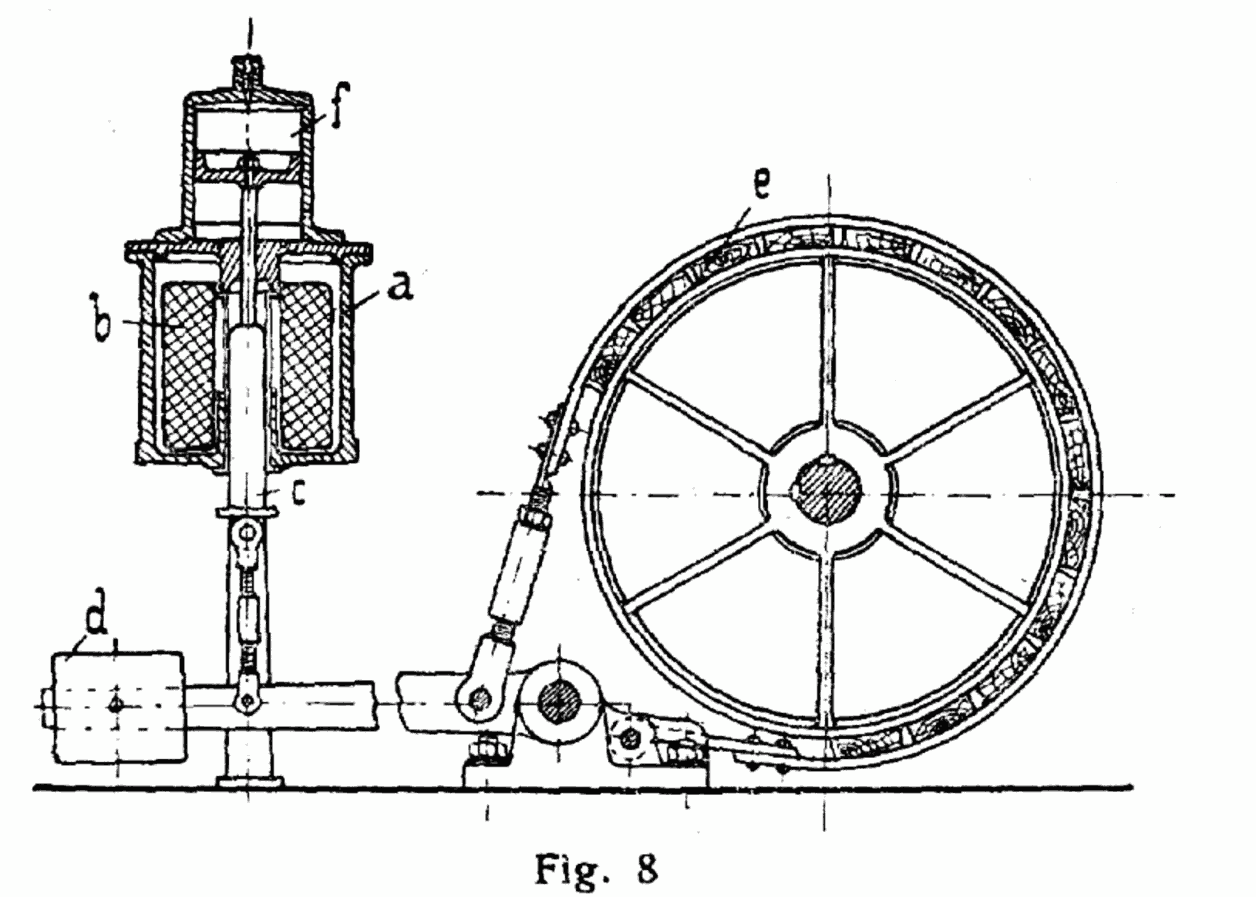
Außenbandbremse

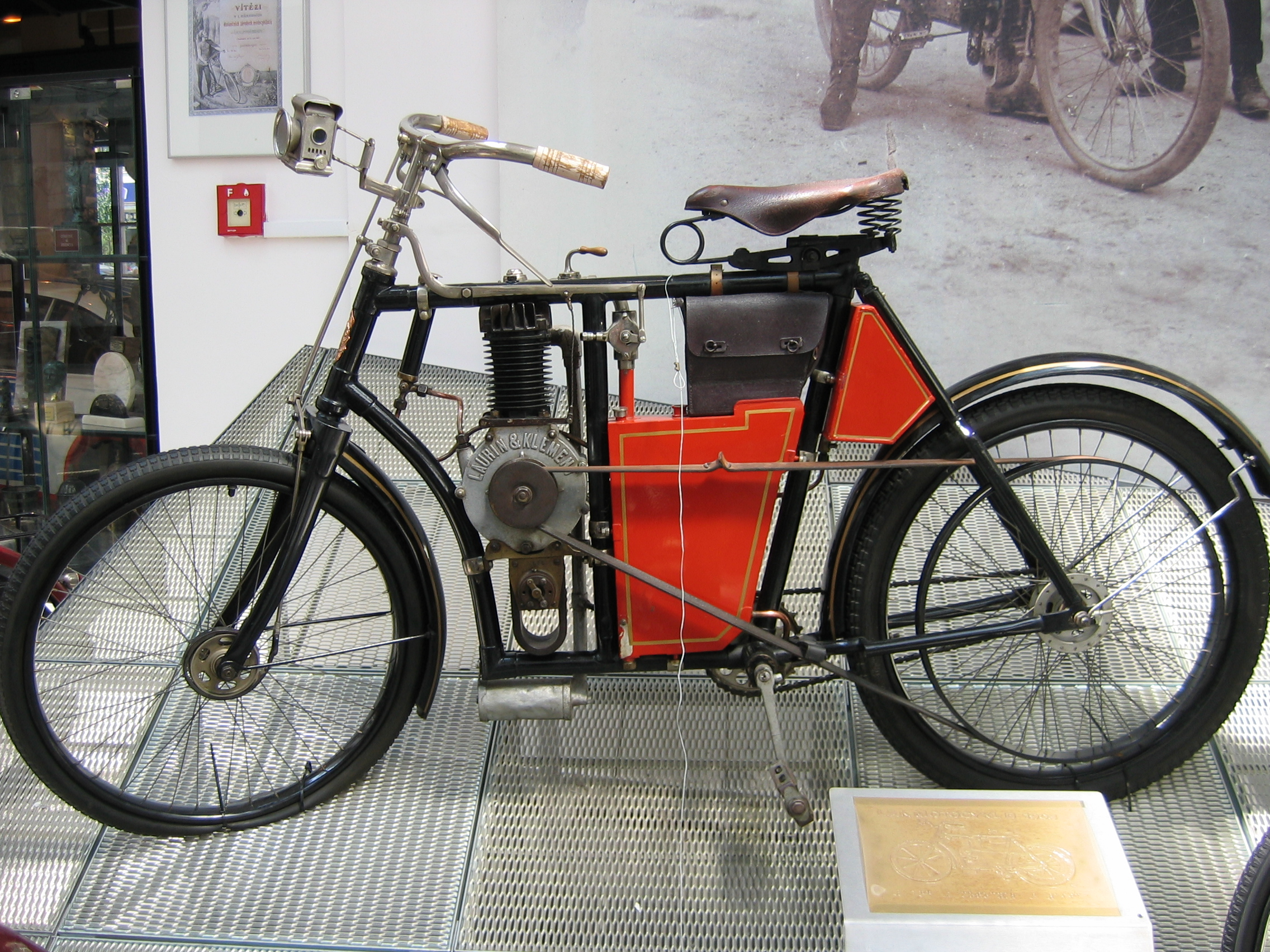
Außenbandbremse
Laurin & Klement Typ 1 (1899)

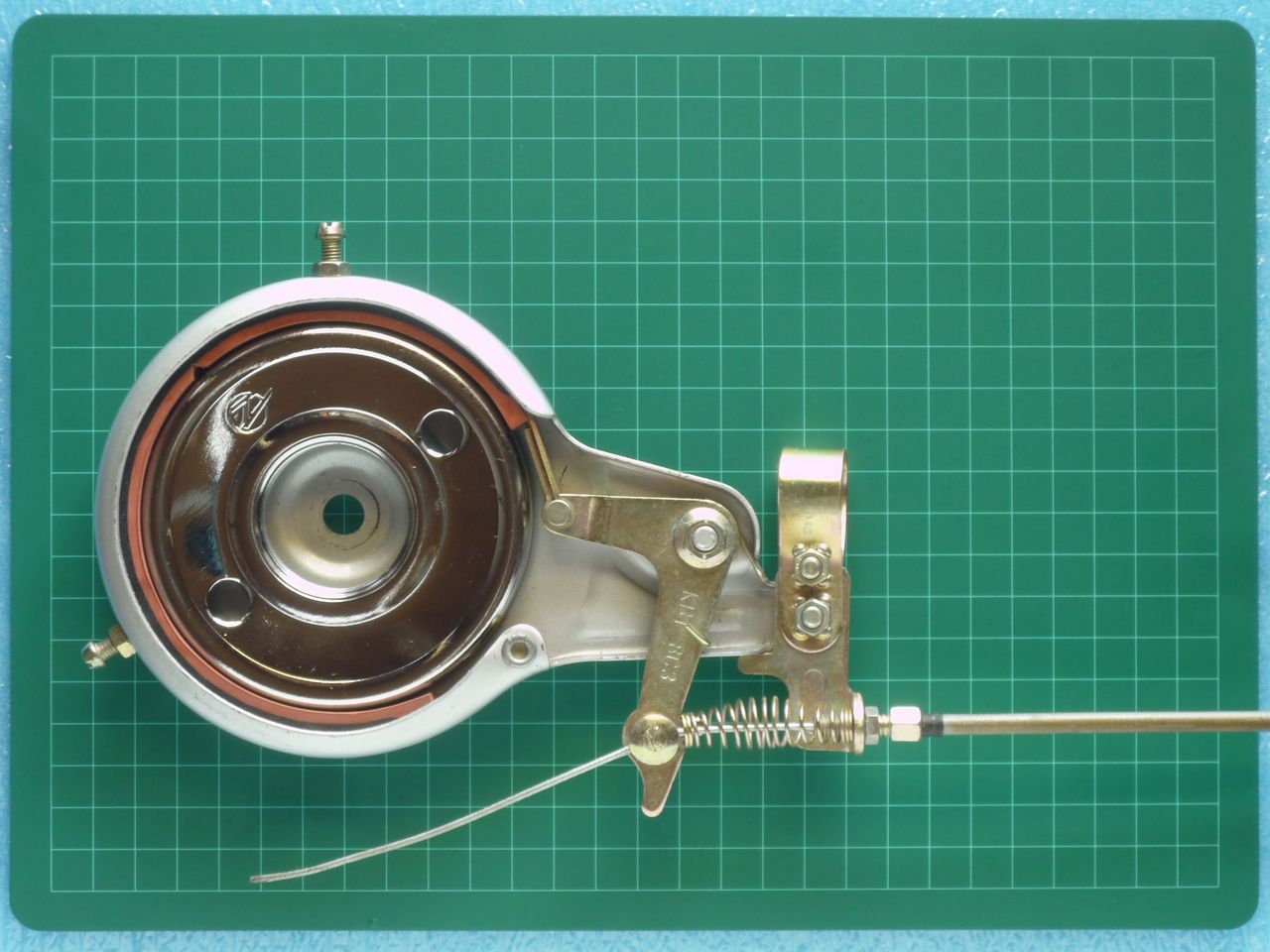
Außenbandbremse am Fahrrad

Eine Bandbremse ist eine mechanische Reibungsbremse, bei der im Gegensatz zur Backenbremse ein Band um oder in einer Trommel geschlungen wird. Die Bremswirkung entsteht durch die Reibung zwischen Trommel und Band. Man unterscheidet:
- die Außenbandbremse – das Bremsband wird außen um die Bremstrommel geschlungen; sie wird in diesem Artikel vorrangig beschrieben
- die Innenbandbremse – das Bremsband wird von innen an die Bremstrommel gepresst.

## Geschichte

### Automobile
Die Entwicklung der Bandbremse ist eng verknüpft mit der Geschichte des Automobils. Der Benz Patent-Motorwagen Nummer 1 von 1886 hatte an der Vorgelegewelle eine Trommel, um die ein Bremsband geschlungen war – die erste Bandbremse beim Automobil. 1889 folgte Daimlers Stahlradwagen mit einer Außenbandbremse.
Während Außenbandbremsen in Europa bis zum Ersten Weltkrieg kaum noch als Betriebsbremsen in Pkw eingebaut, sondern durch Innenbackenbremsen ersetzt wurden, blieben sie in den USA bis 1927 das herrschende Bremsprinzip. Allerdings wirkte die Bandbremse weiterhin bis zum Zweiten Weltkrieg als Feststellbremse auf die Kardanwelle, z. B. bei allen Opel-Pkw.

### Motorräder
Erste Außenbandbremsen beim Motorrad erschienen 1899 beim Laurin & Klement Typ 1 am Vorderrad, 1901 lieferte NSU Motorenwerke das erste Serienmodell mit einer Außenbandbremse aus.
Mit gefederten Vorderradaufhängungen verschwand die Bandbremse an der Lenkachse (bei den NSU-Motorenwerken 1906), während sie am Hinterrad von verschiedenen Herstellern bis in die 1920er Jahre eingebaut wurde.

## Aufbau und Wirkung
Das Band kann aus Stahl, Textil oder Leder sein, aber auch ein Seil oder ein profiliertes Band ähnlich einem Keilriemen. Dabei wird jeweils ein Ende an einem Festpunkt befestigt und am anderen Ende durch ein Gewicht, eine Feder oder einen etwa durch Muskelkraft betätigten Seilzug belastet. Dadurch kann die Bremswirkung genau eingestellt werden.
Anders als bei Backenbremsen hängt die Bremswirkung von der Drehrichtung ab: in einer Richtung wirkt die Bandbremse fast selbsthemmend, was zu großen Belastungen führen kann. Mit Kenntnis der Bandzugkräfte kann das Bremsmoment durch Anwendung der Euler-Eytelwein-Formel (auch: Seilreibungsformel) bestimmt werden.

## Anwendungen

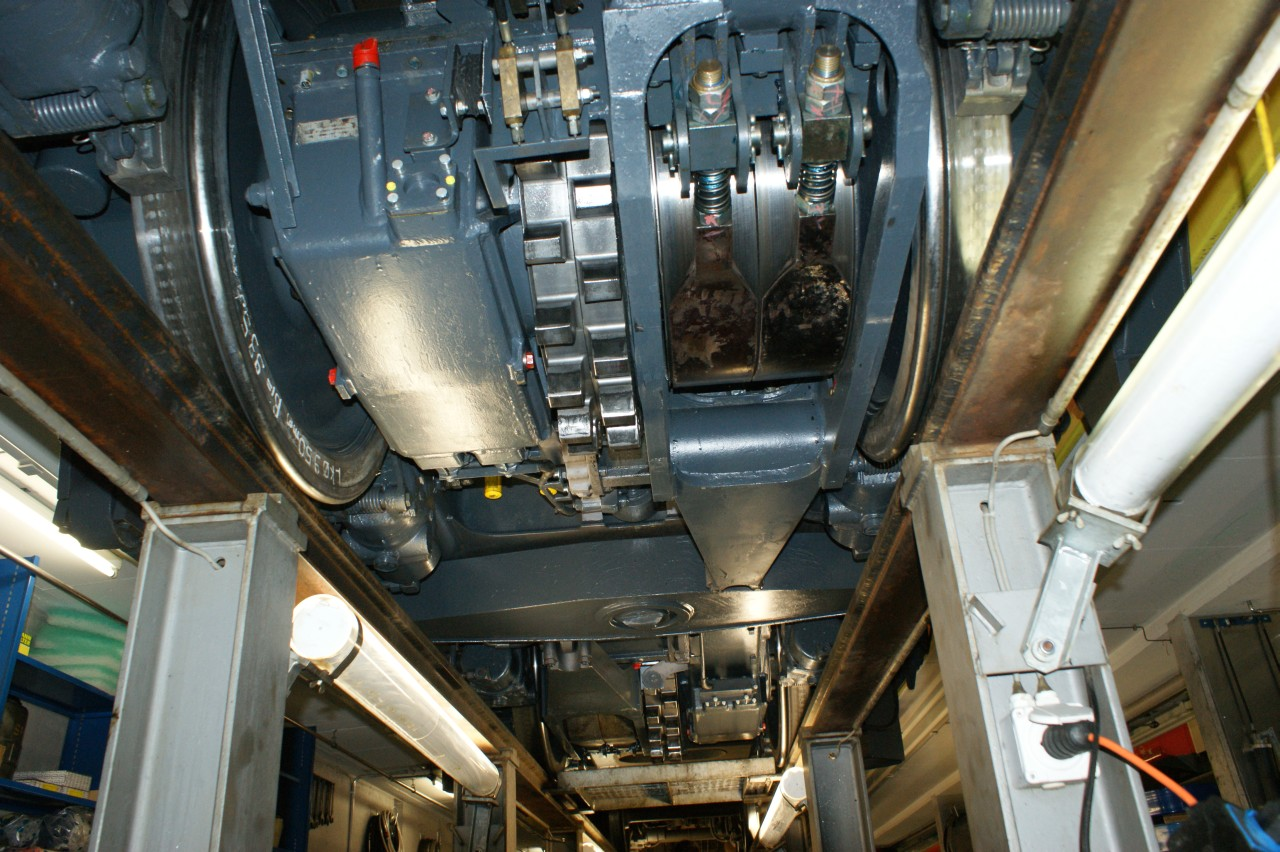
Drehgestell einer Zahnradlokomotive der Matterhorn-Gotthard-Bahn mit Getriebekasten, Zahnrad und zwei Bandbremsen (von links nach rechts)

Außenbandbremsen werden heute noch für geringe Bremsleistungen eingesetzt, z. B. im Textilmaschinen- oder im Kranbau.
Auch die früher im Fahrzeugbau – allerdings nur als Feststellbremse – verwendete Kardanbremse beruht auf diesem Prinzip. Frühere Automatikgetriebe hatten Bandbremsen zum Festbremsen der Hohlräder, heute werden hierfür Lamellenbremsen (Funktion wie Lamellenkupplungen) verwendet.
In der See- und Binnenschifffahrt werden Ankerwinden mit Bandbremsen ausgerüstet.
In der Ausführung als Brems-Dynamometer dient die Bremse zur Leistungsmessung rotierender Wellen. Dazu wirkt eine auf die Welle aufgelegte Bremse, die Leistung kann aus dem gemessenen Drehmoment und der Drehzahl errechnet werden. Am gebräuchlichsten ist der Pronysche Bremszaum.
Bei Triebfahrzeugen von Zahnradbahnen dient die Bandbremse als Reserve-Bremssystem, die als geschwindigkeitsüberwachte Druckluftbremse beim Ausfall der Betriebsbremse den Zug zum Stillstand bringt.
Auch Kinderlaufräder werden mit Bandbremsen ausgestattet, die als Handbremse auf das Hinterrad wirken.
Anwendungsbeispiel am Schwungrad einer Dampfmaschine

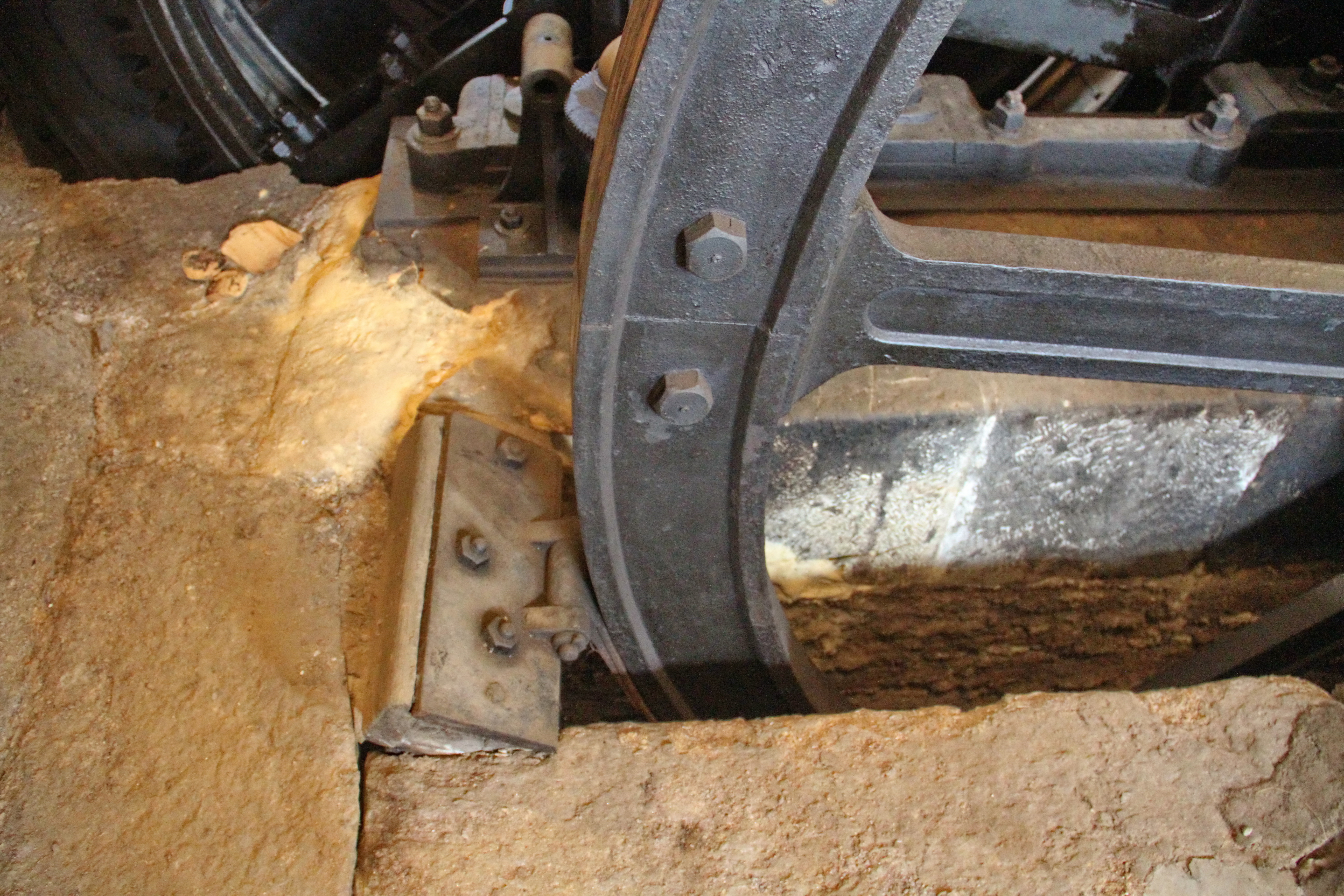
Festpunkt des Lederbandes
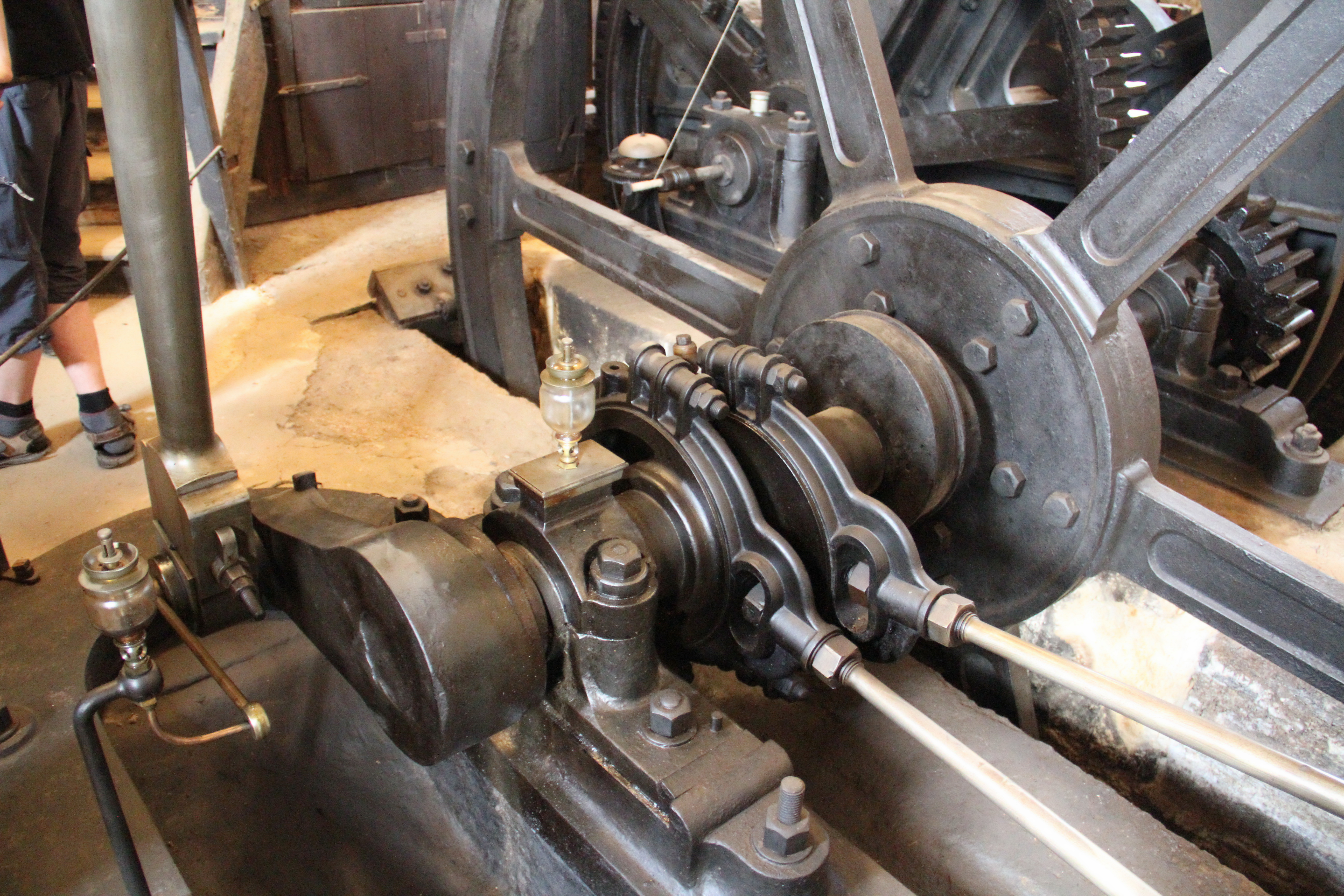
Zu bremsendes Schwungrad
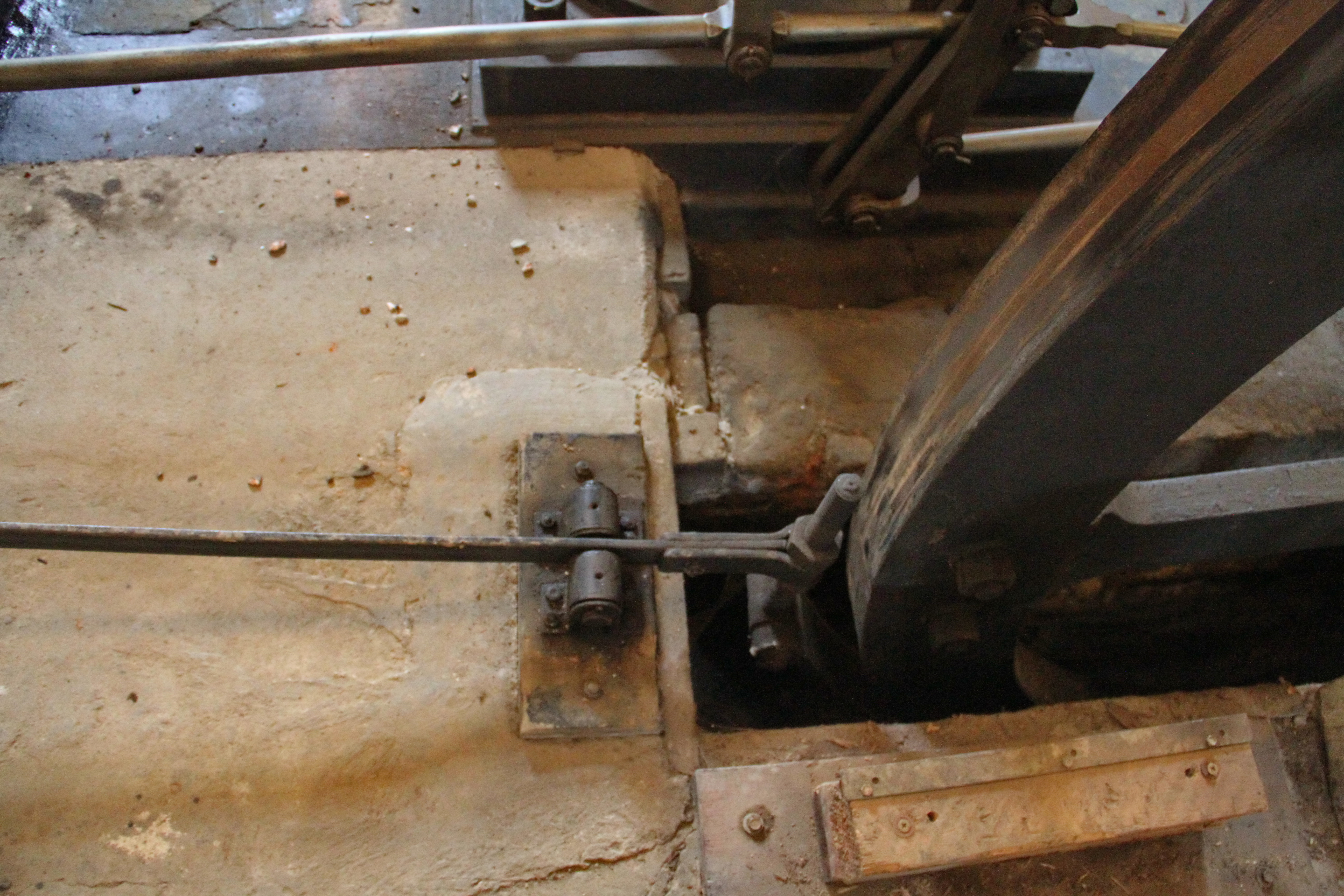
Zugpunkt des Lederbandes mit Gewindestange zum Justieren der Bandlänge
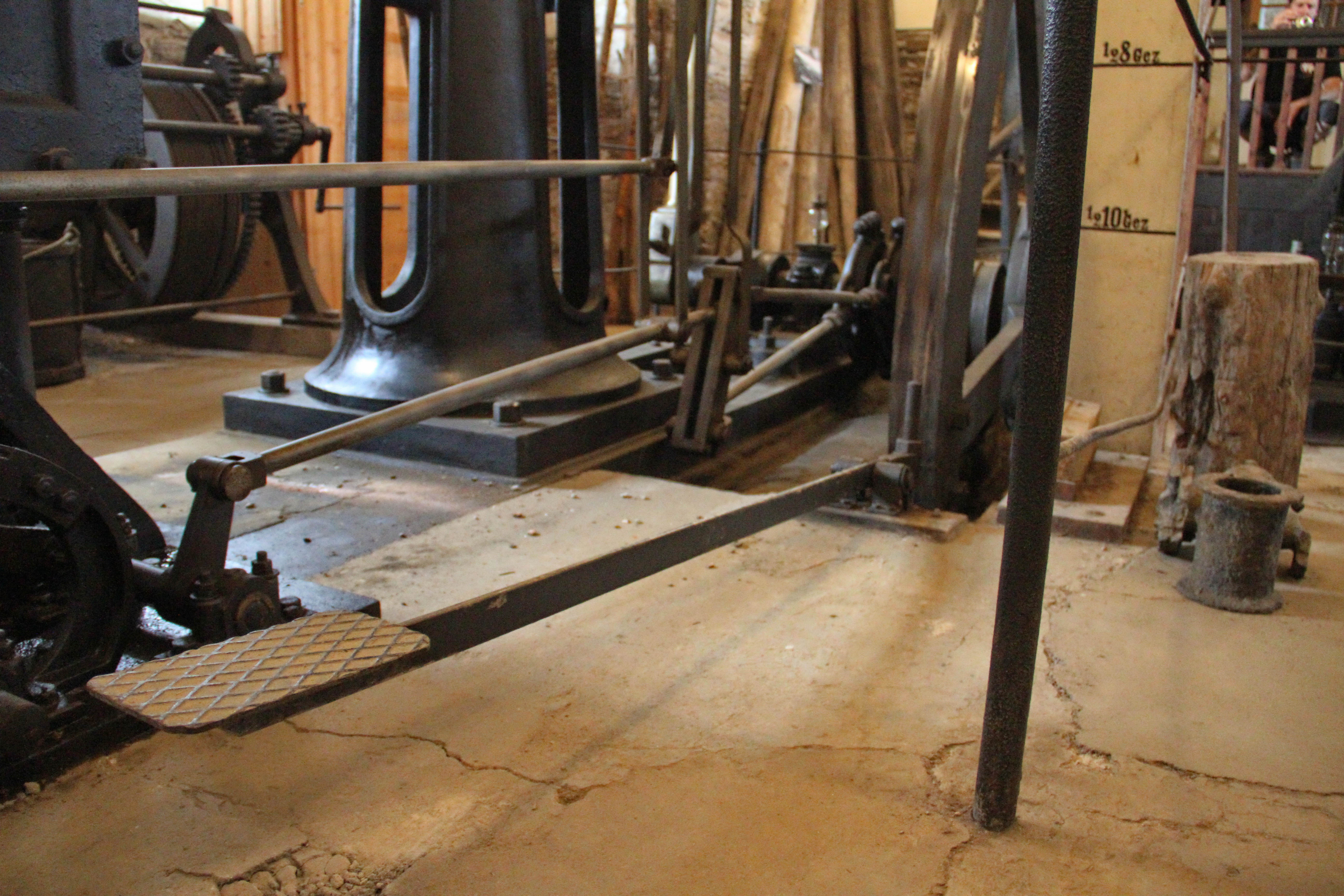
Hebel mit Pedal zur Betätigung der Bandbremse